# Mörttjärnen (Bygdeå socken, Västerbotten)
Mörttjärnen är en sjö i Robertsfors kommun i Västerbotten och ingår i Rickleåns huvudavrinningsområde. Sjön har en area på 0,0257 kvadratkilometer och ligger 207 meter över havet. Sjön avvattnas av vattendraget Selsbäcken.

## Delavrinningsområde
Mörttjärnen ingår i det delavrinningsområde (714169-172307) som SMHI kallar för Mynnar i Tvärån. Medelhöjden är 227 meter över havet och ytan är 28,84 kvadratkilometer. Det finns inga avrinningsområden uppströms utan avrinningsområdet är högsta punkten. Selsbäcken som avvattnar avrinningsområdet har biflödesordning 3, vilket innebär att vattnet flödar genom totalt 3 vattendrag innan det når havet efter 43 kilometer. Avrinningsområdet består mestadels av skog (80 procent). Avrinningsområdet har 0,1 kvadratkilometer vattenytor vilket ger det en sjöprocent på 0,3 procent.